# The Best of Marillion
The Best of Marillion - kompilacja utworów Marillion wydana przez EMI. Zawiera utwory z lat 1982–2002.

## Lista utworów
1. Garden Party (Single Edit)
2. Assassing (7" Version)
3. Kayleigh (Single Edit)
4. Lavender (Single Edit)
5. Heart of Lothian (Single Edit)
6. Incommunicado
7. Sugar Mice (Radio Edit)
8. Warm Wet Circles (7" Remix)
9. Hooks in You (7" Version)
10. Easter (7" Edit)
11. Cover My Eyes
12. No One Can
13. Dry Land (7" Edit)
14. Sympathy
15. Alone Again in the Lap of Luxury (Radio Edit)
16. Beautiful (Radio Edit)
17. Man of a Thousand Faces (Single Edit)
18. Between You and Me (Mark Kelly Single Mix)